# ملعب داسارات رانغاسالا
ملعب داساراث رانغاسالا هو ملعب متعدد الاستخدام يقع في كاثماندو عاصمة النيبال . غالبا ما يتم استخدامه لمباريات كرة القدم . يسع الملعب لجلوس 30 ألف مُتفرج. أغلب المباريات الدولية يخوضها منتخب النيبال على هذا الملعب. تم بنائه في سنة 1956.